# Ferdinand Lundeberg
Frans Ferdinand Lundeberg, född 19 september 1838 i Åhus socken, Kristianstads län, död 3 januari 1902 i Laholm, var en svensk borgmästare.
Lundeberg blev student vid Lunds universitet 1858, avlade hovrättsexamen 1862 och blev vice häradshövding 1866. Han blev rådman i Laholms stad 1871 och borgmästare där 1877.